# Benno Pludra
Benno Pludra (1. října 1925, Mückenberg, dnes Lauchhammer, Bavorsko – 27. srpna 2014, Postupim) byl německý (NDR) spisovatel, především příběhů pro děti a mládež.

## Život
Studoval na námořnické škole v Hamburku a roku 1942 vstoupil do obchodního loďstva. Po skončení války se roku 1945 navrátil ke svým rodičům žijícím v Sasku a vstoupil do komunistické strany. Absolvoval pedagogický kurz a krátce pracoval jako učitel na základní škole. Od roku 1948 studoval germanistiku, historii a dějiny umění na univerzitě v Halle a na Humboldtově univerzitě v Berlíně. Během této doby začal psát povídky publikované v novinách a časopisech. Roku 1950 přerušil univerzitní studia a odešel do východního Berlína, kde pracoval jako redaktor novin Der Rundfunk. Od roku 1952 byl spisovatelem na volné noze. Děj jeho povídek a románů se většinou odehrává u moře, někdy též ve velkoměstském prostředí.
Benno Pludra patří k nejúspěšnějším autorům pro děti a mládež v bývalé NDR a za své práce obdržel celou řadu ocenění, například roku 1981 Národní cenu NDR (Nationalpreis der DDR) a dvakrát (1992 a 2004) Německou cenu za literaturu pro děti (Der Deutsche Jugendliteraturpreis).

## Výběrová bibliografie
- Ein Mädchen, fünf Jungen und sechs Traktoren (1951, Děvče, pět chlapců a šest traktorů), povídka.
- Die Jungen von Zelt dreizehn (1952, Chlapci ze stanu číslo 13), příběh odehrávající se v prvních letech existence NDR ve stanovém táboře pro mladé pionýry.
- Vor großer Fahrt (1955, Před dlouhou cestou).
- Sheriff Teddy (1956, Šerif Teddy), román z prostředí poválečného rozděleného Berlína.
- Haik und Paul (1956. Haik a Paul).
- Jakob sucht Liebe (1958, Jakub hledá lásku).
- Bootsmann auf der Scholle (1959, Bocman na kře ledové), česky jako Dobrodružství malého trosečníka, povídka pro nejmladší scénáře o statečném chlapci, který se vydá sám v loďce na moře, aby zachránil svého pejska unášeného na ulomené kře.
- Unser Schiff kommt von Kukkeia (1962, Naše loď připlouvá z Kukkei).
- Lütt Matten und die weiße Muschel (1963, Chlapec a bílá mušle), dramatický příběh chlapce, který těžce nese posměch dospělých, že není schopen do své neumělé vrše chytit nějakou rybu a který se vydá sám v noci na moře, aby našel mušli pro štěstí.
- Die Reise nach Sundevit (1965, Cesta do Sundevitu), prázdninový příběh..
- Tambari (1969), román z prostředí rybářského přístavu na severním pobřeží NDR, zachycující napínavý příběh dětí, kteří bojují s dospělými rybáři o malý rybářský člun Tambari.
- Wie ich nach Swanetien reisen wollte (1974, Jak jsem chtěl cestovat do Swanetie).
- Insel der Schwäne (1980, Ostrov labutí), příběh obsahující kritiku životních poměrů na jednom berlínském sídlišti a popisující revoltu dětí proti nesmyslným rozhodnutím učitelů a dalších dospělých.
- Wie die Windmühle zu den Wolken flog (1981, Jak větrný mlýn vzlétl k oblakům), pohádkový příběh.
- Das Herz des Piraten (1985, Pirátovo srdce), příběh dívky, která na pláži najde kámen, který k ní mluví o tom, že je srdcem starého piráta a pomůže jí najít krutou pravdu o jejím otci, kterého nikdy nepoznala a o kterém sní.
- Aloa-hé (1991).
- Die Märchen (1994, Pohádka).
- Jakob heimatlos (1999, Jakub bez domova).

## Filmové adaptace
- Sheriff Teddy (1957, Šerif Teddy), východoněmecký film, režie Heiner Carow.
- Ein Sommertag macht keine Liebe (1961), východoněmecký film, režie Herbert Ballmann a Gerhard Klein.
- Heiner und sein Hähnchen (1963), východoněmecký animovaný film, režie Klaus Georgi.
- Lütt Matten und die weisse Muschel (1964, Chlapec a bílá mušle), východoněmecký film, režie Herrmann Zschoche.
- Die Reise nach Sundevit (1966, Cesta do Sundevitu), východoněmecký film, režie Heiner Carow.
- Tambari (1977), východoněmecký film, režie Ulrich Weiss.
- Insel der Schwäne (1983, Ostrov labutí), východoněmecký film, režie Herrmann Zschoche.
- Das Herz des Piraten (1988, Pirátovo srdce), východoněmecký film, režie Jürgen Brauer.

## Česká vydání
- Tambari, Práce, Praha 1973, přeložil Jiří Stach., znovu Albatros, Praha 1978.
- Chlapec a bílá mušle, Lidové nakladatelství, Praha 1975, přeložil Zdeněk Karel Slabý.
- Dobrodružství malého trosečníka, Albatros, Praha 1975, přeložila Kamila Jiroudková.
- Ostrov labutí, Albatros, Praha 1984, přeložil Jiří Stach.
- Jak větrný mlýn vzlétl k oblakům, Kinderbuchverlag, Berlín 1985, přeložil Vladimír Poštulka.
- Pirátovo srdce, Albatros, Praha 1989, přeložil Jiří Stach.